# Miarinarivo
Miarinarivo – miasto w środkowym Madagaskarze, stolica regionu Itasy. Według spisu z 2018 roku liczy 13,1 tys. mieszkańców.